# Dazhuang Zhen (köping i Kina)
Dazhuang Zhen (kinesiska: 大庄, 大庄镇) är en köping i Kina. Den ligger i provinsen Yunnan, i den sydvästra delen av landet, omkring 93 kilometer sydväst om provinshuvudstaden Kunming. Antalet invånare är 26 880. Befolkningen består av 12 962 kvinnor och 13 918 män. Barn under 15 år utgör 17,0 %, vuxna 15-64 år 73 %, och äldre över 65 år 8,0 %.
Genomsnittlig årsnederbörd är 937 millimeter. Den regnigaste månaden är augusti, med i genomsnitt 189 mm nederbörd, och den torraste är februari, med 10 mm nederbörd.